# Stazione di Rovigo

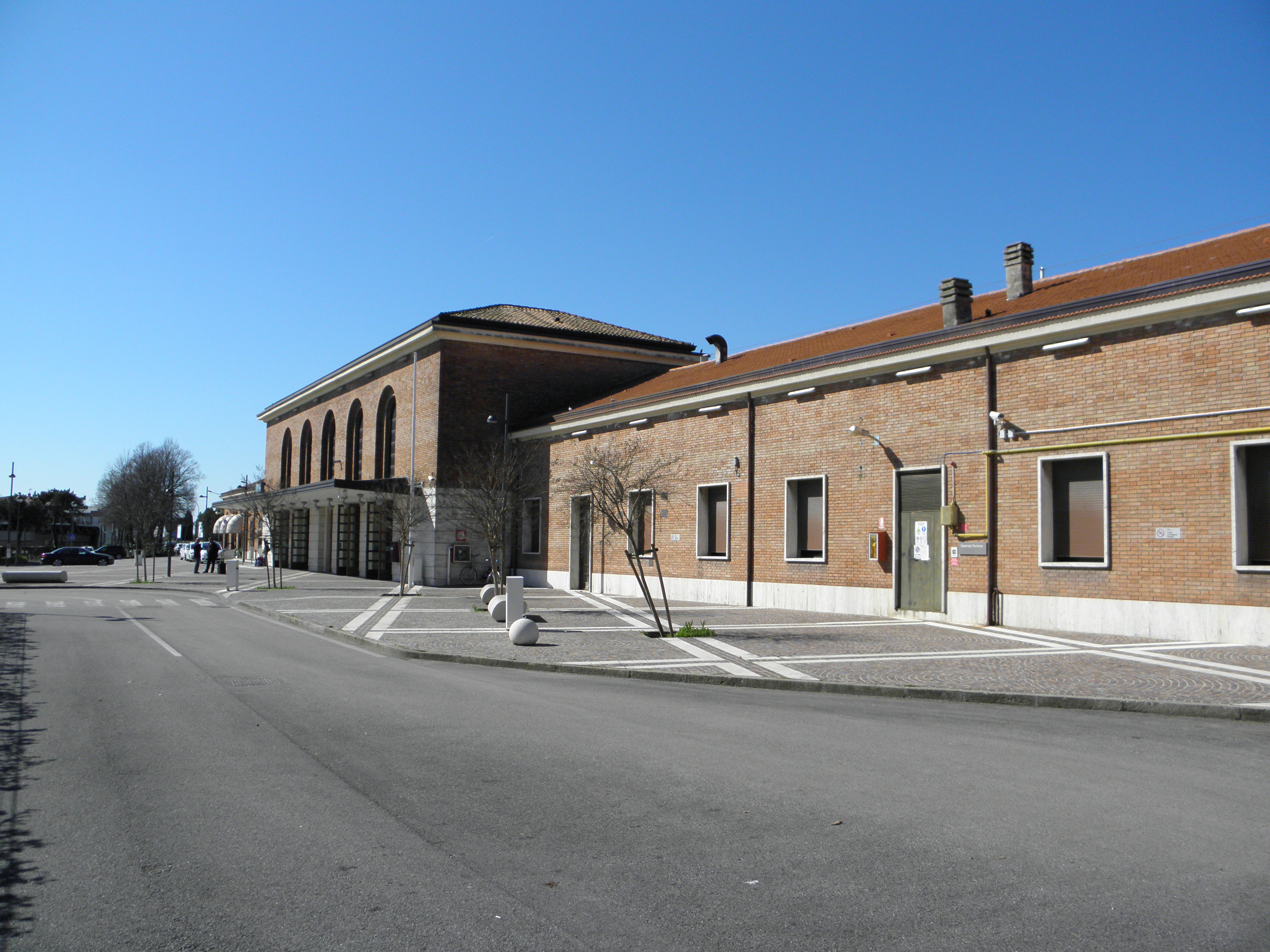
Corpo laterale destro della stazione ferroviaria di Rovigo.

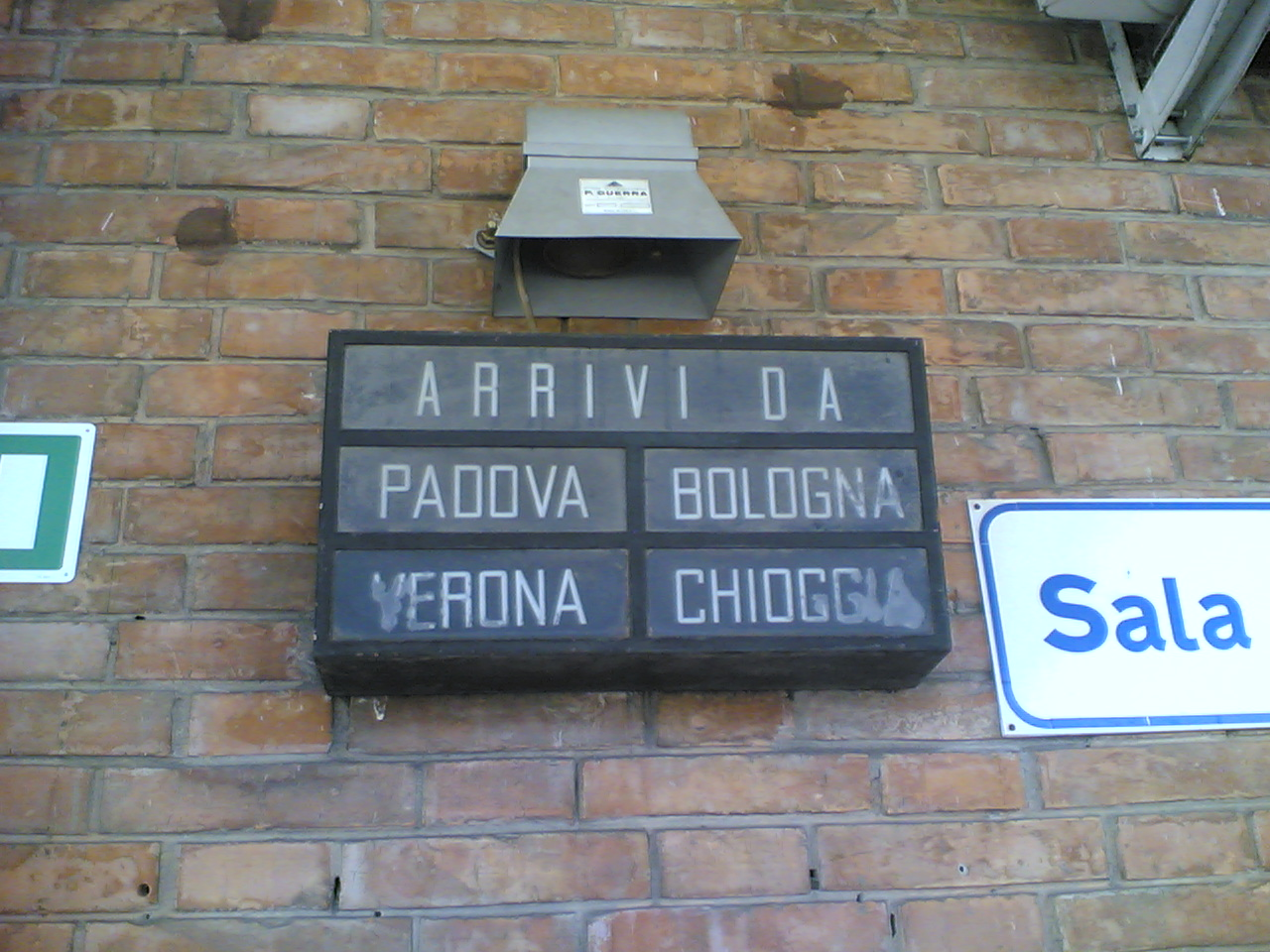
La Leopolder, gruppo di avvisatori visivo-acustico, nella stazione ferroviaria di Rovigo.

La stazione di Rovigo è la stazione ferroviaria che serve l'omonima città. Posta sulla linea Ferrovia Padova-Bologna, è origine delle linee per Chioggia e per Verona.

## Storia
La stazione venne inaugurata nel 1866, nell'ambito dell'ultimazione della linea ferroviaria che univa Rovigo a Pontelagoscuro. Il fabbricato viaggiatori ed il piazzale era caratterizzato dalla copertura delle banchine dei binari in ferro e vetro.
La struttura rimase invariata fino alla seconda guerra mondiale quando la stazione divenne obiettivo militare del bombardamenti alleati subendo gravi danni. Al termine del conflitto venne ricostruita assumendo l'aspetto che mantiene al giorno d'oggi. Il nuovo fabbricato viaggiatori venne completato nel 1950.
Negli anni duemiladieci sono stati avviati alcuni interventi di manutenzione e adeguamento strutturale di tutta la stazione, con interventi estetici sia all'interno che all'esterno del fabbricato viaggiatori che sulle pensiline, rialzate e adeguate alle esigenze dei viaggiatori con disabilità, e l'integrazione con ascensori che collegano le stesse al sottopasso di collegamento tra i vari binari. Vi è inoltre l'intenzione di realizzare un nuovo binario di fianco al binario 1, ricavato dalla parzializzazione della strada di collegamento che corre parallela ai binari, arteria stradale che a causa dei lavori passò dal traffico a doppio senso a un unico senso di marcia.

## Strutture e impianti
È situata sulla linea elettrificata a doppio binario Padova-Bologna e da essa si diramano in direzione est, verso Adria e Chioggia (VE), la Rovigo-Chioggia a binario unico e non elettrificata, ed in direzione ovest, verso Legnago e Verona, la Verona-Legnago-Rovigo, anch'essa a binario unico e non elettrificata. Alla stazione di Rovigo fa capo anche il breve tronco non elettrificato a semplice binario per lo scalo di Rovigo Interporto. Si compone di cinque binari passanti ed uno tronco "nord": il primo per la linea Rovigo-Chioggia, il secondo e il terzo per la linea Bologna-Padova, il quarto e il sesto per la linea Rovigo-Legnago-Verona, il quinto è utilizzato solo per treni regionali diretti a Padova e Venezia.

## Movimento
Il traffico passeggeri è servito da Trenitalia e NTV con treni regionali, InterCity, Frecciarossa e Italo. 

### Destinazioni
Dalla stazione di Rovigo è possibile raggiungere direttamente le principali destinazioni nazionali, con le seguenti tipologie di treni:
- Venezia Santa Lucia: 12 regionali, di cui 6 nei giorni festivi, 14 Regionali Veloci, di cui 13 nei giorni festivi, 2 InterCity (diretti a Venezia Mestre),  1 InterCity Notte, 6 Frecciarossa (di cui uno diretto a Venezia Mestre), 3 Italo;
- Bologna Centrale: 2 Regionali, 1 InterCity Notte, 4 Frecciarossa, 3 Italo, 2 InterCity, 14 Regionali Veloci, di cui 13 nei giorni festivi,
- Trieste Centrale: 2 InterCity e 1 InterCity Notte;
- Udine: 1 InterCity Notte e 1 Frecciarossa;
- Gorizia Centrale: 1 InterCity Notte e 1 Frecciarossa;
- Roma Termini: 2 InterCity, 4 Frecciarossa, 3 Italo, 1 InterCity Notte;
- Pescara: 2 Frecciarossa;
- Bari Centrale: 2 Frecciarossa;
- Lecce: 2 Frecciarossa;
- Ancona: 2 Frecciarossa;
- Verona Porta Nuova: 11 Regionali, di cui 6 nei festivi;
- Ferrara: 1 InterCity Notte, 2 InterCity, 2 Frecciarossa, 14 Regionali Veloci, di cui 13 nei festivi, 6 Regionali, di cui 2 nei festivi;
- Chioggia: 10 Regionali, di cui 6 nei festivi.

Oltre ad innumerevoli treni del trasporto regionale (R), diretti in ogni parte del Veneto e dell'Emilia-Romagna molto frequenti nelle ore di punta.

## Servizi
La stazione dispone dei seguenti servizi:
- Bar
- Biglietteria automatica
- Servizi igienici

## Interscambio
La piazza esterna è il punto di interscambio con le principali linee urbane della Busitalia.
Lungo Viale Guglielmo Marconi, il viale antistante, transitano inoltre alcune autolinee extraurbane sempre gestite da Busitalia e si raggiunge l'autostazione situata nel piazzale situato alla Chiesa della Commenda che la collega a tutte le destinazioni provinciali più alcune autolinee nazionali. Adiacente al fabbricato di stazione vi è il servizio di Taxi.
- Fermata autobus
- Stazione taxi

## Curiosità

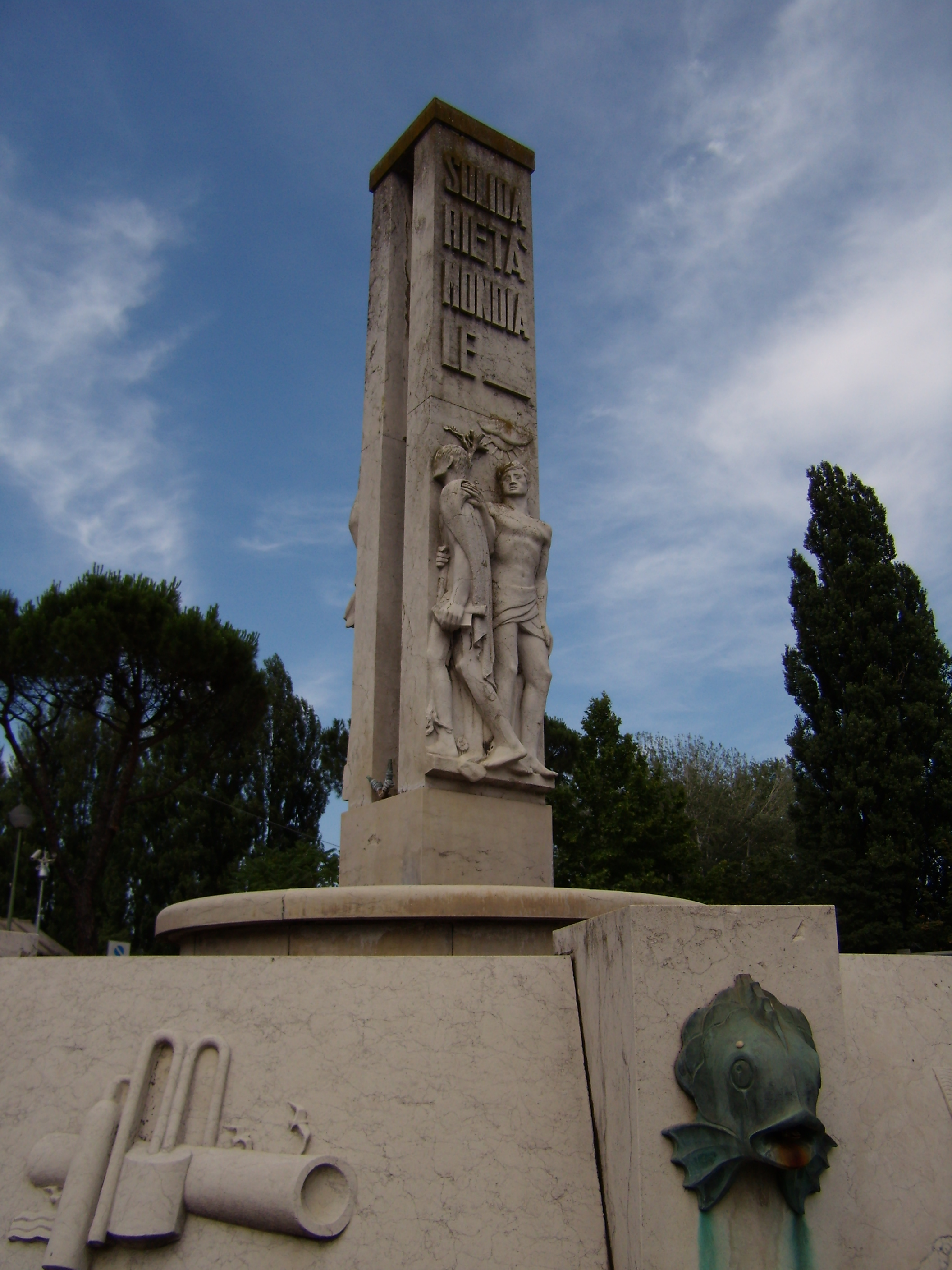
Un'immagine della fontana.

- La stazione di Rovigo era inserita nel programma Centostazioni, ed è inserita nella categoria Gold.

- Il piazzale prospiciente all'edificio di stazione, anch'esso rinnovato nel dopoguerra ed intitolato "Piazza della Riconoscenza", presenta al suo centro la "Fontana della Riconoscenza" opera dello scultore rodigino Virgilio Milani, inaugurata nel 1952 a memoria e riconoscimento degli aiuti ricevuti dalla popolazione durante l'alluvione del Polesine del novembre 1951.